# 페어리 소드피시

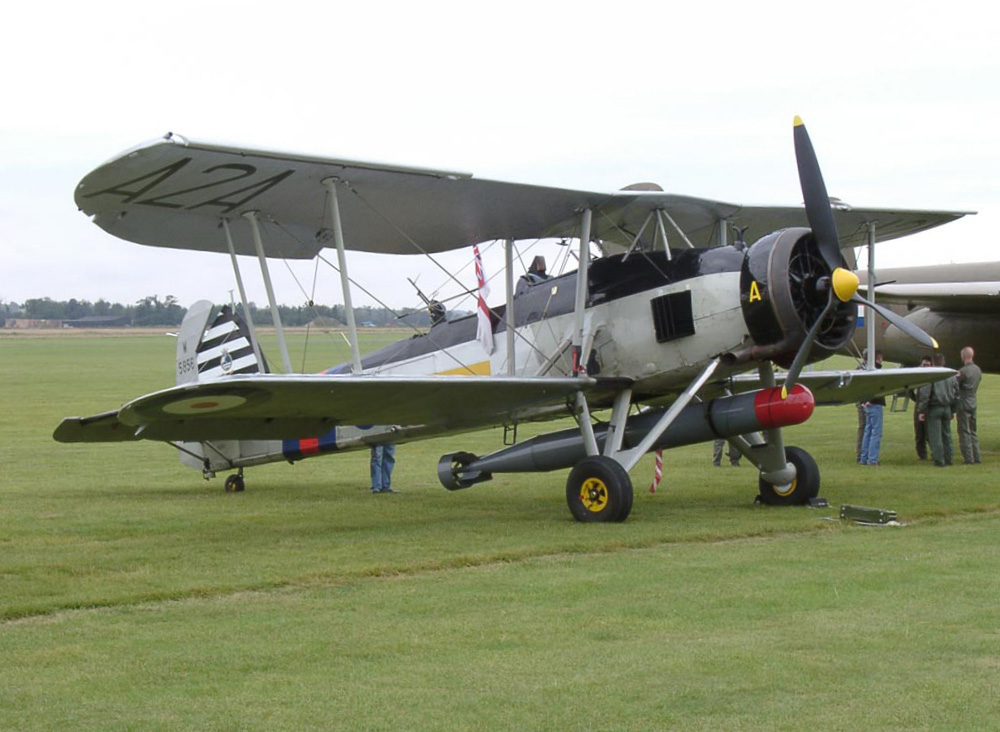

페어리 소드피시(Fairey Swordfish)는 제2차 세계대전 당시 영국 항공모함에서 사용하던 주요 뇌격기 중 하나로 최신 항모 HMS 일러스트리어스가 취역할 때까지 사용되었다. 복엽기로 내구성이 정말 뛰어났으며 소드피시의 뜻은 원래 황새치이나 모양새로 인해 놀림받기도 하였다. 어뢰 말고도 로켓탄 장비로 소형선박 공격도 하였으며 독일 전함 비스마르크를 침몰시킨 주역 중 하나이다. 그 뒤 구식이라서 일선에서 퇴역하였다.